# Henri Delecroix
Pour les articles homonymes, voir Delecroix.
Henri Delecroix, né le 27 octobre 1861 à Hem (Nord) et décédé le 12 juin 1933 dans la même ville, est un homme politique français.

## Biographie
Brasseur, maire de Hem de 1900 à 1925, il est député de la député de la  6e circonscription de Lille de 1906 à 1910, inscrit au groupe Gauche radicale-socialiste.

## Distinctions
- Chevalier de la Légion d'honneur par décret du 27 avril 1921[2].

## Sources
- « Henri Delecroix », sur Sycomore, base de données des députés de l'Assemblée nationale.
- « Henri Delecroix », dans le Dictionnaire des parlementaires français (1889-1940), sous la direction de Jean Jolly, PUF, 1960 [détail de l’édition].